# Chantal Beltman
Chantal Beltman, née le 25 août 1976 à Slagharen, est une coureuse cycliste néerlandaise. Professionnelle de 1995 à 2009, elle a remporté plusieurs manches de la coupe du monde sur route : le Rotterdam Tour (en 2000 et 2003), l'Open de Suède Vårgårda (2007) et le Tour de Drenthe (2008).
Considérée comme l'une des meilleures coureurs de l'équipe nationale néerlandaise au cours de la première décennie du nouveau millénaire, elle a participé à deux éditions des Jeux olympiques et, en 2000, elle se classe deuxième du championnat du monde.

## Carrière
Chantal Beltman est la sœur aînée de Ghita Beltman (née en 1978), également cycliste entre 1998 et 2005.

### 1995-2006
En 2000, elle remporte le Rotterdam Tour, une des manches de la coupe du monde sur route. Aux Jeux olympiques de Sydney, elle termine 37e de la en ligne, où elle aide Leontien Zijlaard-van Moorsel à devenir championne olympique. En fin de saison, elle devient vice-championne du monde sur route à Plouay, terminant à plus d'une minute de la Biélorusse Zinaida Stahurskaia. 
Au cours des années suivantes, elle gagne des étapes du Women's Challenge (2001), du Tour de Thuringe et du Tour de Feminin - Krásná Lípa (2003). En 2002, elle remporte le prologue du Tour d'Italie et porte le maillot rose de leader. Elle gagne une deuxième fois le Rotterdam Tour en 2003. 

### 2007: succès sur l'Open de Suède Vårgårda
En 2007, Chantal Beltman rejoint l'équipe T-Mobile,.
Sur la dernière étape du Tour d'Italie, elle part en échappée et termine cinquième. Début août, l'équipe domine l'Open de Suède Vårgårda. À cinquante kilomètres de l'arrivée, Chantal Beltman et Karin Thürig sortent du peloton dans une ascension. Vers la fin de l'épreuve, Beltman attaque et coupe la ligne avec trente deux secondes d'avance sur son ancienne compagnon d'échappée.
Le Tour de Toscane permet à l'équipe T-Mobile de s'imposer sur le contre-la-montre par équipe inaugural. Lors de la dernière étape, Chantal Beltman qui a un retard de une minute trente-sept au classement général, part en échappée. Elle finit cinquième, mais ne reprend qu'une minute trente-trois et est donc deuxième du classement général,. En fin d'année, elle est sélectionnée pour les championnats du monde. 

### 2008: victoire au Tour de Drenthe
Sur le Tour de Drenthe, Chantal Beltmann part dans une échappée lointaine avec Sarah Düster et Elodie Touffet. Quand à cinq kilomètres de l'arrivée le peloton revient à vingt secondes, la première place une accélération décisive. Au Tour de Berne, Chantal Beltman est quatrième deux places derrière Judith Arndt.
En juin, elle s'impose sur la Liberty Classic en solitaire en attaquant dans le Lemon hill à trois kilomètres du but.
Elle est sélectionnée pour participer aux Jeux olympiques (47e) puis aux championnats du monde,. Elle termine la saison à la sixième place de la coupe du monde.

### 2009: dernière saison
Sur le RaboSter, elle est cinquième du prologue. Lors de la dernière étape pour jouer la stratégie d'équipe et en termine troisième. Elle est finalement deuxième au classement général,. À la fin du mois d'août, elle gagne la Profronde van Almelo. Elle prend sa retraite à l'issue du Profile Ladies Tour en septembre.

### Après carrière
Elle a ensuite travaillé pour la police d'Amsterdam, puis à partir de 2020 dans l'administration sportive à Arnhem.

## Palmarès
- 2000
  - Rotterdam Tour (Cdm)
  -  Médaillée d'argent du championnat du monde sur route
- 2001
  - 5e étape du Women's Challenge
  - Prologue du Tour de Bretagne
- 2002
  - Prologue du Tour d'Italie
- 2003
  - Rotterdam Tour (Cdm)
  - 1re étape du Tour de Thuringe
- 2004
  - Omloop van Borsele
  - Parel van de Veluwe-Memorial Connie Meyer Trofee
  - Classement général du Ster van Walcheren
  - 1re étape du Tour de Feminin - Krásná Lípa
- 2006
  - Flèche hesbignonne
  - Grand Prix Gerrie Knetemann
- 2007
  - Open de Suède Vårgårda (Cdm)
  - 2e du Tour de Toscane
- 2008
  - Tour de Drenthe (Cdm)
  - Liberty Classic
  - 4e du Tour de Berne (Cdm)
  - 6e de la Coupe du monde de cyclisme sur route
- 2009
  - 2e du Ster Zeeuwsche Eilanden

## Classement UCI
| Année          | 1999 | 2000 | 2001 | 2002 | 2003 | 2004 | 2005 | 2006 | 2007 | 2008 | 2009 |
| Classement UCI | 23e  | 9e   | 22e  | 47e  | 26e  | 32e  | 30e  | 30e  | 26e  | 19e  | 82e  |